# Estéous
L'Estéous est un affluent droit de l'Adour, en aval de Maubourguet dans les Hautes-Pyrénées.

## Hydronymie
Estéous est une variante du nom de village Esténos, après affaiblissement du n.

## Géographie
L'Estéous collecte principalement les eaux du versant est du relief allant de Souyeaux (à l'est de Tarbes) à Rabastens-de-Bigorre. Il s'écoule vers le nord puis s'infléchit vers le nord-ouest dans un mouvement parallèle à celui de l'Arros. Il croise - et héberge pendant quelques kilomètres - le canal d'Alaric, puis conflue dans l'Adour à Estirac. Sa longueur est de 44,7 km.

### Communes et départements traversés
- Hautes-Pyrénées : Souyeaux, Coussan, Castelvieilh, Bouilh-Péreuilh, Rabastens-de-Bigorre, Barbachen, Labatut-Rivière, Estirac.
- Gers : Haget.

## Affluents
- (G) l'Aïguevive, en provenance de Sarriac-Bigorre.
- (G) Ruisseau de Larcis : 8.5 km à Ansost, en provenance de Bazillac.

## Galerie d'images

Sélection de vues du ruisseau.
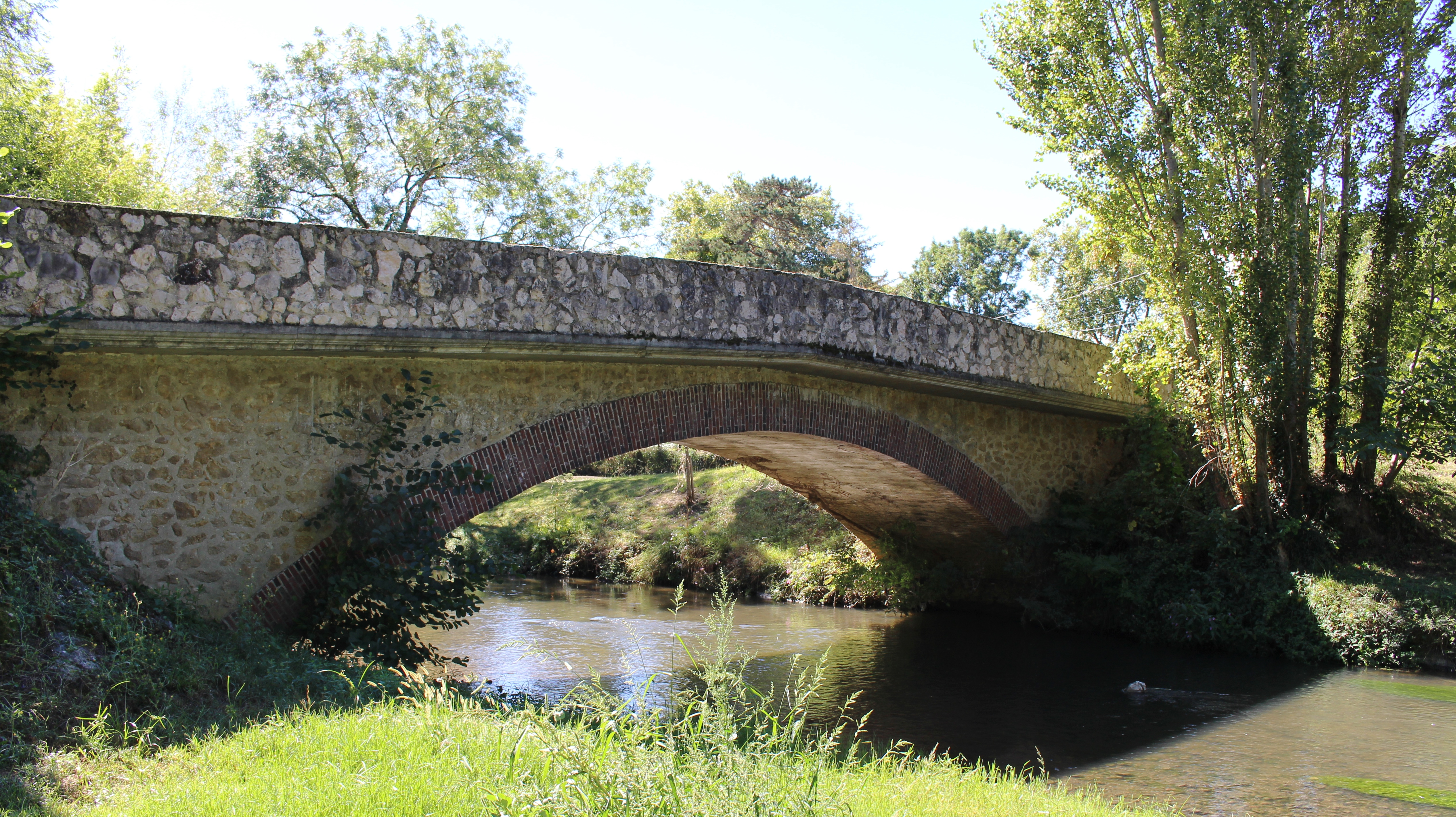
Ả Barbachen.
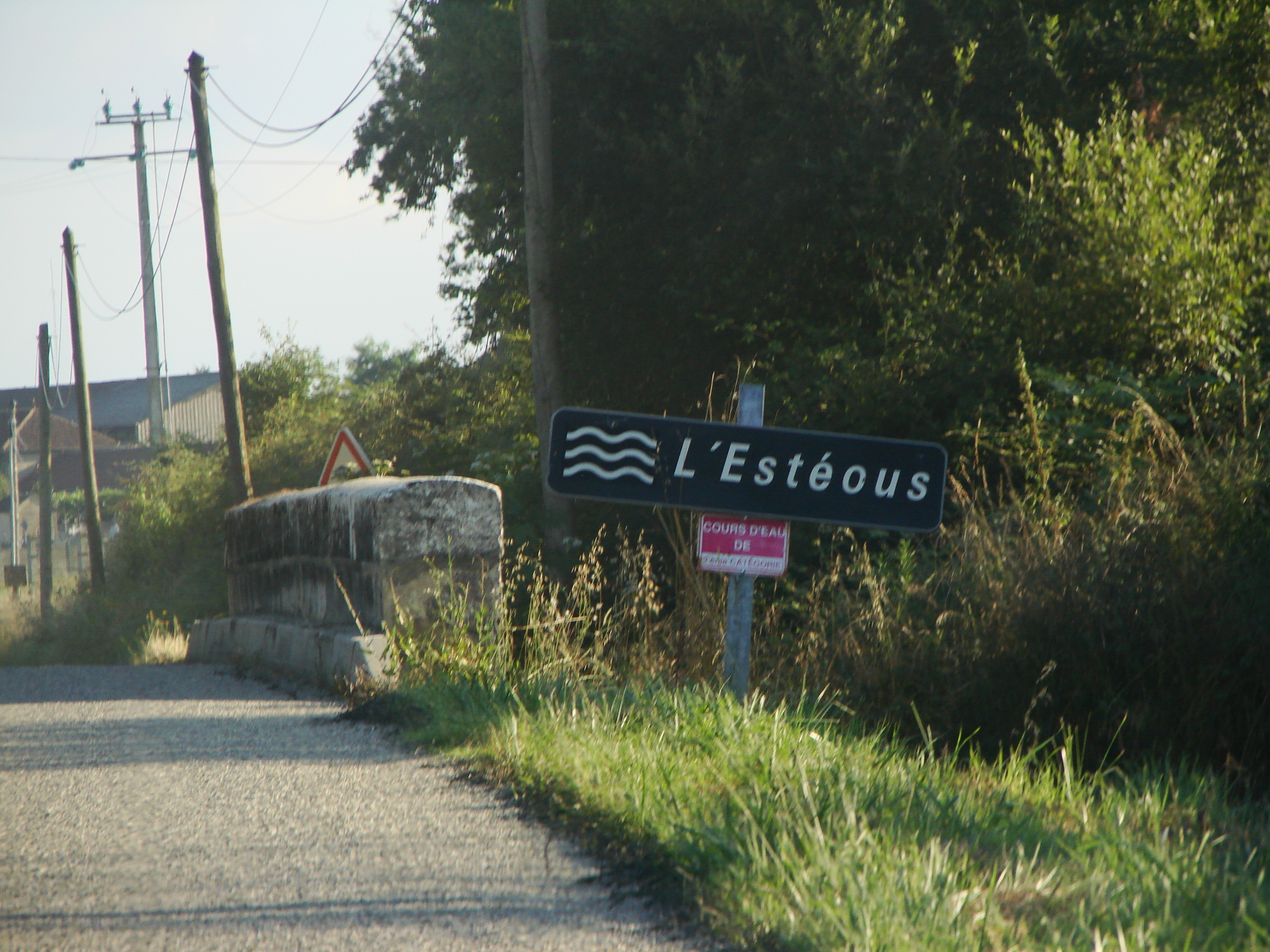
Ả Rabastens-de-Bigorre.